# Универзитет у Новом Саду
Универзитет у Новом Саду је државни универзитет у Новом Саду. Основан је 28. јуна 1960, док данас броји око 50.000 студената и 5.000 запослених на 14 факултета и три института смештених у четири историјска универзитетска града: Новом Саду, Суботици, Зрењанину и Сомбору. Спада у ред комплетних или свеобухватних универзитета, који су карактеристични по томе што покривају скоро све области науке и високог образовања.

## Историја
Темељи високог образовања на простору данашње Аутономне Покрајине Војводине и Републике Србије у целини постављени су отприлике 1740. године оснивањем Висарионовог колегијума (лат. Collegium Vissariono-Pawlovicsianum Petrovaradinense) у Новом Саду. Међу најзначајнијим претечама данашњег новосадског универзитета су „Норма”, школа основана 1778. у Сомбору за образовање српских учитеља, и „Препарандија”, школа основана 1812. у Сентандреји чије је седиште 1816. пресељено у Сомбор. Значајну улогу у развоју научне мисли од 19. века имала је Матица српска, најстарија културна и научна институција српског народа основана 1826. у Пешти. Године 1864. пресељена је у Нови Сад. Развоју правне науке и правног образовања на простору данашње Војводине посебно је допринео Правни факултет у Суботици, основан 1920. године.
Године 1960. Народна скупштина Републике Србије донела је Закон о оснивању Универзитета у Новом Саду. Раније основани факултети повезани су у јединствену новосадску академску заједницу.

## Организација
Универзитет се налази у централном кампусу, површине 259,807 m2, на обали Дунава, у непосредној близини Петроварадинске тврђаве изграђене у 18. веку и старог градског језгра. Поред административне зграде Универзитета, у универзитетском кампусу налазе се факултети, Студенски центар са два студентска дома и Завод за заштиту здравља студената.
Од 14 факултета који чине Универзитет у Новом Саду, 9 факултета има седиште у Новом Саду, од којих је 7 смештено у универзитетском парку: Филозофски, Пољопривредни, Технолошки, Правни, Факултет техничких наука, Природно-математички и Факултет спорта и физичког васпитања, док се Медицински факултет налази у кругу Клиничког центра, а Академија уметности на Петроварадинској тврђави. Три факултета имају седиште у Суботици, један факултет у Зрењанину и један у Сомбору.
На Универзитету у Новом Саду је од 2016. седиште Заједнице државних универзитета Србије, у чијем саставу су сви универзитети чији је оснивач држава, као и седиште Докторске школе математике, која на националном нивоу повезује водеће математичаре са више универзитета у Србији. Значајну улогу има и Центар за стратегијске и напредне студије који је основан 2016.

### Факултети
| Бр. | Оснивање | Назив                                | Локација                | Град                                            |
| --- | -------- | ------------------------------------ | ----------------------- | ----------------------------------------------- |
| 1.  | 1954.    | Филозофски факултет                  | Централни кампус        | Нови Сад                                        |
| 2.  | 1954.    | Пољоприведни факултет                | Централни кампус        | Нови Сад                                        |
| 3.  | 1959.    | Правни факултет                      | Централни кампус        | Нови Сад                                        |
| 4.  | 1959.    | Технолошки факултет                  | Централни кампус        | Нови Сад                                        |
| 5.  | 1960.    | Економски факултет                   |                         | Суботица, са одељењима у Новом Саду и Бујановцу |
| 6.  | 1960.    | Факултет техничких наука             | Централни кампус        | Нови Сад                                        |
| 7.  | 1960.    | Медицински факултет                  | Клинички центар         | Нови Сад                                        |
| 8.  | 1969.    | Природно-математички факултет        | Централни кампус        | Нови Сад                                        |
| 9.  | 1974.    | Академија уметности                  | Петроварадинска тврђава | Нови Сад                                        |
| 10. | 1974.    | Грађевински факултет                 |                         | Суботица                                        |
| 11. | 1974.    | Технички факултет                    |                         | Зрењанин                                        |
| 12. | 1974.    | Факултет спорта и физичког васпитања | Централни кампус        | Нови Сад                                        |
| 13. | 1993.    | Педагошки факултет                   |                         | Сомбор                                          |
| 14. | 2006.    | Учитељски факултет                   |                         | Суботица                                        |

### Институти
У саставу Универзитета у Новом Саду су и три института.
- Институт за низијско шумарство и животну средину (1958. године)
- Научни институт за прехрамбене технологије (2007. године)
- Институт Биосенс - Истраживачко-развојни институт за информационе технологије биосистема (2015. године)

### Организација и управљање
Поред факултета, који су у саставу Универзитета, структуру унутрашње организације Универзитета чине: 
- Ректорат
- Секретаријат
- Универзитетски центар за интердисциплинарне и мултидисциплинарне студије и истраживања - УЦИМСИ
- Централна библиотека
- Центар за информационе технологије - ЦИТ-УНС.

### Специјализоване студентске службе и сервиси
Студентима Универзитета у Новом Саду су на располагању специјализоване службе које обезбеђују здравствену заштиту, смештај и исхрану. Здравствене услуге пружа Завод за здравствену заштиту студената у оквиру којег постоје специјализоване амбуланте, саветовалишта и одељења лабораторијске дијагностике. Смештај и исхрану обезбеђује Студентски центар. Ниво услуга одговара стандардима који су прихваћени у развијеним европским државама.

## Студије
У оквиру Универзитета реализује се око 360 акредитованих студијских програма на нивоу основних, мастер, специјалистичких и докторских студија, чији су носиоци факултети и Универзитетски центар за интердисциплинарне и мултидисциплинарне студије и истраживања. Савремени студијски програми прате развој науке. Значајну улогу у перманентном усавршавању тих програма, сем факултета и центара, имају и три научна института.

### Домови
Универзитет у Новом Саду такође нуди и смештај за одређени број студената, а студентски домови који се налазе у склопу Универзитета чине:
- „Живојин Ћулум”
- „Цар Лазар”
- „Никола Тесла”
- „Сајмиште”
- „23. октобар”
- „Фејеш Клара”
- „др Зоран Ђинђић”
- „Слободан Бајић”
- „Вељко Влаховић”
- „Михајло Предић”

- СД Живојин Ћулум
- СД Цар Лазар
- СД Никола Тесла
- СД 23. октобар
- СД Слободан Бајић
- СД Вељко Влаховић

## Наука
Универзитет у Новом Саду има развијену научну инфраструктуру и снажан иновативни потенцијал. На Универзитету је формирано око 250 лабораторија. У оквиру Универзитета има више акредитованих центара изврсности.

### Библиотеке
Централна библиотека и библиотеке факултета и института располажу богатим књижним фондовима који покривају све релевантне научне области и омогућују приступ великим електронским базама података. На основу посебног споразума о сарадњи, истраживачима, професорима и студентима доступна је и Библиотека Матице српске, најстарија национална, научна и културна институција, основана 1826. године, у којој се налази више од 3.000.000 публикација.

### Научно-технолошки парк
Посебан значај за јачање иновативности има Научно-технолошки парк Нови Сад, смештен у кампусу Универзитета у Новом Саду. Уз подршку Факултета техничких наука и других чланица Универзитета, формирано је око 200 start-up и spin-off компанија, углавном у ИТ сектору, које запошљавају младе инжењере са Универзитета у Новом Саду. Неке од њих раде пројекте за велике светске компаније и допринеле су томе да Нови Сад у међународним оквирима постане познат као „софтверска долина”. Многи пројектни тимови, као и појединци са Универзитета, добитници су међународних и националних признања за технолошке иновације остварене у оквиру рада Универзитета.

### Институт БиоСенс
Институт БиоСенс основан је 2015. године, а настао је из центра првобитно основаног у оквиру Факултета техничких наука. У фокусу његових истраживања је иновативна примена информационо-комуникационих технологија у пољопривреди, са циљем да српском и светском пољопривредном тржишту понуди врхунска дигитална решења. Европска унија прогласила је Институт за једну од 30 научноистраживачких институција с највећим потенцијалом у Европи у области биотехнологија, а његов пројекат ANTARES је најбоље рангиран у Европи у оквиру програма Хоризонт 2020 у 2016. години.

## Ректори
- Проф. др Лазар Стојковић (мандатни период 1960—1963)
- Проф. др Тоша Тишма (мандатни период 1963—1967)
- Проф. др Драгољуб Димковић (мандатни период 1967—1971)
- Проф. др Петар Дрезгић (мандатни период 1971—1975)
- Проф. др Славко Боројевић (мандатни период 1975—1977)
- Проф. др Богољуб Станковић (мандатни период 1977—1979)
- Проф. др Душан Јакшић (мандатни период 1979—1983)
- Проф. др Зоран Стојановић (мандатни период 1983—1987)
- Проф. др Драгутин Зеленовић (мандатни период 1987—1989)
- Проф. др Јеврем Јањић (мандатни период 1989—1991)
- Проф. др Драгослав Херцег (мандатни период 1991—1996)
- Проф. др Олга Хаџић (мандатни период 1996—1998)
- Проф. др Светолик Аврамов (мандатни период 1998—2000)
- Проф. др Фуада Станковић (мандатни период 2001—2004)
- Проф. др Радмила Маринковић-Недучин (мандатни период 2004—2009)
- Проф. др Мирослав Весковић (мандатни период 2009—2014)
- Проф. др Душан Николић (мандатни период 2015—2018)
- Проф. др Дејан Јакшић (мандатни период 2018—2021)
- Проф. др Дејан Мадић (мандатни период 2021—2024)

## Резултати на такмичењима
Студенти Универзитета у Новом Саду постижу изузетне резултате у многим областима. Тимови Правног факултета годинама су међу најбољима у Европи. Године 2009. освојили су прво место на такмичењу у симулацији суђења, које је у Хагу, у Међународном суду правде, организовао Универзитет у Лајдену.
Студенти Факултета техничких наука, који настављају традицију познате Југословенске школе роботике, годинама су међу најбољима у Европи. Остварили су велики успех 2016. године на ЕУРОБОТ такмичењу у Паризу освајањем трећег места.
Студенти Академије уметности и Факултета спорта и физичког васпитања освајају бројне награде на националним и међународним такмичењима.
Академско културно-уметничко друштво Универзитета у Новом Саду „Соња Маринковић” познато је по успешним наступима на фестивалима у земљи и иностранству. Његов оркестар хармоника је 2013. године освојио прво место на светском такмичењу у Инзбруку (Аустрија) и сматра се једним од најбољих у Европи.

## Међународна сарадња
Универзитет у Новом Саду сарађује са институцијама које припадају јединственом научном и образовном простору Европе као и другим деловима света. Сарадња је заснована на бројним билатералним и мултилатералним споразумима.